# Старшинов, Вячеслав Иванович
Вячесла́в Ива́нович Старши́нов (род. 6 мая 1940, Москва) — советский хоккеист, двукратный олимпийский чемпион, 9-кратный чемпион мира, заслуженный мастер спорта СССР (1963), заслуженный тренер РСФСР.

## Биография

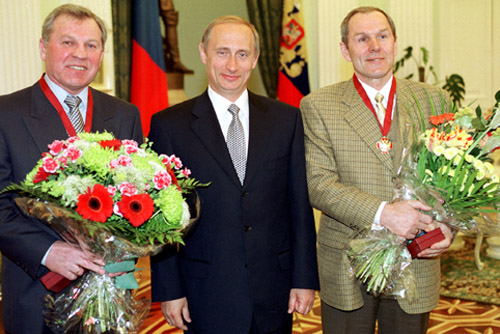
Слева направо: Борис Майоров, Владимир Путин и Вячеслав Старшинов, 6 мая 2000, Кремль

Окончил школу № 363 в московском районе Богородское (ныне подразделение школы № 1797 «Богородская»). Учился хорошо, до восьмого класса был отличником.
Начал спортивную карьеру в 1957 году в московском «Спартаке». Следующие 15 лет он провёл именно в этом клубе, забив 405 шайб в 540 играх. Затем ещё дважды возвращался на лёд в составе «Спартака» в сезонах 1974/75 и 1978/79. В 1978 году первым в истории чемпионатов СССР забил 400-ю шайбу в карьере.
В составе «Спартака» Старшинов три раза становился чемпионом страны.
В 1975 году уехал из СССР выступать за японский клуб «Одзи Иглз» играющим тренером.
Старшинов дважды выступал на Олимпийских играх и оба раза выигрывал золотую медаль. В составе сборной СССР участвовал в десяти чемпионатах мира, в девяти из которых выигрывал золото (все подряд с 1963 по 1971). В 1969—1971 годах был капитаном сборной СССР.
Играл во второй игре суперсерии СССР — Канада 1972 года.
В 182 играх за сборную СССР Старшинов забил 149 шайб. На чемпионатах мира и Олимпийских играх провёл 78 матчей, забросил 64 шайбы.
В «Спартаке» и в сборной СССР Старшинов выступал в звене с братьями Евгением и Борисом Майоровыми, эта тройка была одной из сильнейших в советском хоккее 1960-х годов.
Член КПСС с 1969 года. Окончил Московский авиационно-технологический институт (1964). В 1975 году Старшинов стал кандидатом педагогических наук. В 1979 году возглавил кафедру физвоспитания Московского инженерно-физического института (ныне Национального исследовательского ядерного университета «МИФИ»), профессор.
В 1972—1974 годах — старший тренер ХК «Спартак», серебряного призёра чемпионата СССР 1973.
В 1976—1978 — главный тренер клуба «Одзи Сейси» (Япония).
В 1987—1990 — председатель Федерации хоккея РСФСР.
В 1999—2003 — вице-президент ГХК «Спартак» (Москва). В 2002 году — президент ГХК «Спартак» (Москва).
С 2004 года по настоящее время — президент Ассоциации предприятий спортивной индустрии (АПСИ).
Автор книг «Я — центрфорвард» (1971), «Хоккейная школа» (1974).

## Достижения
- Двукратный олимпийский чемпион (1964 и 1968)
- Девятикратный чемпион мира (с 1963 по 1971), бронзовый призёр ЧМ 1961
- Восьмикратный чемпион Европы (с 1963 по 1970), серебряный призёр ЧЕ 1961, 1971
- Лучший нападающий чемпионата мира 1965 года
- Трёхкратный чемпион СССР (1962, 1967, 1969), серебряный призёр чемпионатов СССР 1965, 1966, 1968, 1970, бронзовый призёр 1963, 1964, 1972, 1975, 1979
- Дважды завоёвывал Кубок СССР (1970, 1971), финалист розыгрыша Кубка СССР 1967
- Чемпион Японии 1977.
- Член Клуба Всеволода Боброва (588 шайб, 4 место)
- Первым в истории чемпионатов СССР забил 400 шайб.
- Входил в список 34 лучших хоккеистов СССР в 1959—1971 годах[10].
- В 2004 году избран в Зал Славы отечественного хоккея.
- В 2007 году был введён в Зал славы Международной федерации хоккея.

## Награды
- Орден «За заслуги перед Отечеством» II степени (26 января 2023 года) — за большой вклад в развитие физической культуры и популяризацию отечественного спорта[11]
- Орден «За заслуги перед Отечеством» III степени (26 апреля 2000 года) — за большой вклад в развитие физической культуры и спорта[12]
- Орден «За заслуги перед Отечеством» IV степени (18 января 2007 года) — за большой вклад в развитие отечественного спорта[13][14]
- Орден Почёта (23 августа 2010 года) — за заслуги в развитии физической культуры и спорта и многолетнюю добросовестную работу[15]
- Орден Дружбы (19 апреля 1995 года) — за заслуги в развитии физической культуры и спорта и большой личный вклад в возрождение и становление спортивного общества «Спартак»[16]
- Орден Трудового Красного Знамени (30 марта 1965 года)
- Орден «Знак Почёта» (24 июля 1968 года)
- Олимпийский орден (2000)
- Благодарность Президента Российской Федерации (10 сентября 2016 года) — за заслуги в области физической культуры и спорта,  большой вклад в развитие отечественного хоккея[17]
- Почётная грамота Московской Городской Думы (29 апреля 2015 года) — за заслуги перед городским сообществом и в связи с 75-летием[18]